# Porphyrosela desmodiella
Porphyrosela desmodiella är en fjärilsart som först beskrevs av James Brackenridge Clemens 1859.  Porphyrosela desmodiella ingår i släktet Porphyrosela och familjen styltmalar.
Artens utbredningsområde är Kuba. Inga underarter finns listade i Catalogue of Life.